# Horst Mahseli
Horst Mahseli (20. června 1934 Bytom – 3. prosince 1999 Singen) byl polský fotbalista, obránce. V roce 1949 bylo pod oficiálním nátlakem jeho jméno změněno na Antoni Maseli. V roce 1958 byla jeho původní jméno a příjmení obnoveno a o deset let později bylo jeho jméno změněno na Antoni Jan Mahseli. Ve druhé polovině 70. let emigroval do Německa. Po emigraci se vrátil k původnímu jménu Horst Lothar Mahseli.

## Fotbalová kariéra
V polské nejvyšší soutěži hrál za Polonii Bytom a Legii Warszawa, nastoupil ve 315 ligových utkáních a dal 2 góly. Získal čtyři mistrovské tituly a čtyři vítězství v polském fotbalovém poháru. V Poháru mistrů evropských zemí nastoupil ve 4 utkáních, v Poháru vítězů pohárů nastoupil v 9 utkáních a ve Veletržním poháru nastoupil v 2 utkání. Za reprezentaci Polska nastoupil v letech 1955-1958 v 9 utkáních.

## Ligová bilance
| Ročník                | Zápasy | Góly | Klub           |
| --------------------- | ------ | ---- | -------------- |
| Ekstraklasa 1952      | 3      | 0    | Polonia Bytom  |
| Ekstraklasa 1953      | 3      | 0    | Polonia Bytom  |
| Ekstraklasa 1954      | 16     | 0    | Polonia Bytom  |
| Ekstraklasa 1955      | 22     | 0    | CWKS Warszawa  |
| Ekstraklasa 1956      | 19     | 0    | CWKS Warszawa  |
| Ekstraklasa 1957      | 21     | 0    | Legia Warszawa |
| Ekstraklasa 1958      | 19     | 0    | Legia Warszawa |
| Ekstraklasa 1959      | 5      | 0    | Legia Warszawa |
| Ekstraklasa 1960      | 21     | 0    | Legia Warszawa |
| Ekstraklasa 1961      | 19     | 0    | Legia Warszawa |
| Ekstraklasa 1962      | 14     | 0    | Legia Warszawa |
| Ekstraklasa 1962/1963 | 26     | 0    | Legia Warszawa |
| Ekstraklasa 1963/1964 | 26     | 0    | Legia Warszawa |
| Ekstraklasa 1964/1965 | 25     | 0    | Legia Warszawa |
| Ekstraklasa 1965/1966 | 26     | 0    | Legia Warszawa |
| Ekstraklasa 1966/1967 | 23     | 1    | Legia Warszawa |
| Ekstraklasa 1967/1968 | 25     | 0    | Legia Warszawa |
| Ekstraklasa 1968/1969 | 4      | 1    | Legia Warszawa |
| CELKEM 1. polská liga | 317    | 2    |                |